# Верабове
Вера́бове (Червоний Гірник) — житловий масив розташований у північно-західній частині Покровського району Кривого Рогу поблизу села Веселий Кут.
Закладений у кінці ХІХ століття на землях поміщиці Верабової. Являв собою хаотичні забудови з землянок і бараків. З 1903 р. діяла Вечірньокутська Свято-Миколаївська церква, яку побудовано на кошти поміщиці. Господарку вбили в 1918 р. з метою заволодіти майном. У 20-30-х рр. позначалося як гірниче селище. Розвитку набуло в 50-60-х рр. До складу входять 18 вулиць, де проживає 800 осіб.